# المحطة 19
المحطة 19 (بالإنجليزية: Station 19)‏ هي مسلسل درامي تلفزيوني أميركي تم بثه على هيئة الإذاعة الأمريكية منذ 22 آذار 2018.

## روابط خارجية
- المحطة 19 على موقع IMDb (الإنجليزية)
- المحطة 19 على موقع ميتاكريتيك (الإنجليزية)
- المحطة 19 على موقع روتن توميتوز (الإنجليزية)
- المحطة 19 على موقع كينوبويسك (الروسية)
- المحطة 19 على موقع ألو سيني (الفرنسية)
- المحطة 19 على موقع قاعدة بيانات الفيلم (الإنجليزية)